# Rakša
Rakša és un poble i municipi d'Eslovàquia que es troba a la regió de Žilina, al centre-nord del país. La primera menció escrita de la vila es remunta al 1277.

## Demografia
| Godina             | 1994 | 2004  | 2014   | 2024   |
| ------------------ | ---- | ----- | ------ | ------ |
| Nombre de persones | 200  | 219   | 222    | 219    |
| Diferència         |      | +9,5% | +1,36% | −1,35% |

| Godina             | 2023 | 2024   |
| ------------------ | ---- | ------ |
| Nombre de persones | 215  | 219    |
| Diferència         |      | +1,86% |